# سیارک ۸۲۸۶
سیارک ۸۲۸۶ (به انگلیسی: 8286 Kouji، نامگذاری:1992EK1) هشت هزار و دویست و هشتاد و ششمین سیارک کشف شده‌است که در ۸ مارس ۱۹۹۲ کشف شد.
قدر مطلق سیارک برابر ۱۳٫۴۰ است.